# Cheungbeia
Cheungbeia is een geslacht van weekdieren uit de klasse van de Gastropoda (slakken).

## Soorten
- Cheungbeia mindanensis (E. A. Smith, 1877)
- Cheungbeia robusta (Hinds, 1843)